# Ducado de Normandía
El Ducado de Normandía tiene su origen en el Tratado de Saint-Clair-sur-Epte, acordado en 911 entre el rey Carlos III de Francia (El Simple) y el jefe vikingo Rollón. A cambio de jurar lealtad al rey de Francia, proteger las tierras de las invasiones de otros pueblos vikingos, convertirse a la fe católica y casarse con Giselle, hija ilegítima del rey, Rollón y sus «Hombres del Norte» (los normandos, del latín medieval nortmannus) reciben el Condado de Ruan, el Pays de Caux y el Pays de Talou (región de Dieppe), tierras conquistadas por los normandos. Constituyen la Alta Normandía, es decir, la Normandía más antigua, en contraposición a los territorios incorporados posteriormente al ducado, que forman la Baja Normandía.

## Historia del Ducado

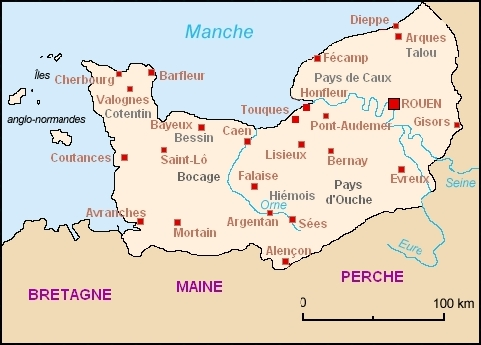
Ducado de Normandía

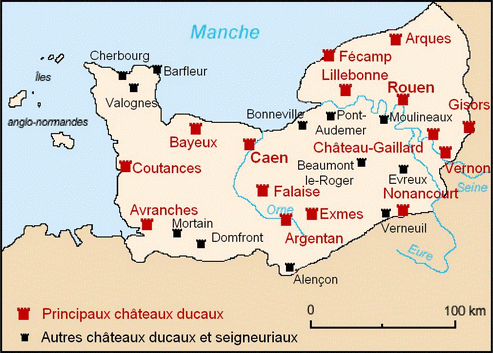
Castillos en el Ducado de Normandía (-)

### Creación
Inicialmente, la capital fue la ciudad de Ruán. Posteriormente, tras la expansión del ducado hacia el oeste, la capital fue trasladada a Caen.
En 928 se añaden los condados de Évreux, Hiémois (región de Bayeux) y Bessin (región de Argentan y Falaise).
En 931-934, Guillermo I Larga Espada incorporó los territorios de Cotentin y Avranches.
En 933 se incorporaron las islas Anglonormandas, situadas en el canal de la Mancha.

### Consolidación del Ducado
Los condes de Normandía (convertidos en duques alrededor de 1010) se dedicaron a defender la integridad de su territorio, frente a las revueltas de otros príncipes vikingos instalados en la región, así como de las invasiones de sus poderosos vecinos, como el conde de Blois y el conde de Flandes. Mientras que en otras partes de Europa occidental, los vikingos se vieron obligados a retirarse de los territorios conquistados, los normandos consiguen mantenerse en el poder y construir un Estado consolidado.
El conde Ricardo I de Normandía (930-996), hijo de Guillermo I Larga Espada, será el artífice del nuevo ducado. La fuerza y la riqueza de los diversos jefes vikingos del territorio normando, provenía de una estrategia basada en expediciones predatorias. Para asegurar los territorios recientemente adquiridos, Ricardo I estableció vínculos de vasallaje con los príncipes escandinavos, garantizándoles a cambio protección y participación en los botines de sus expediciones guerreras. Estos vínculos se materializaban con uniones matrimoniales entre los jefes locales y la familia condal, como lo demostraría la unión de Ricardo I con Gunnora de Crepon.

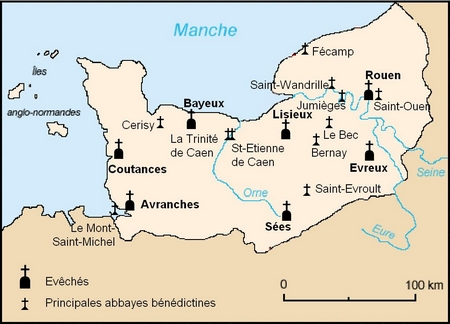
La organización eclesiástica del Ducado de Normandía (obispados y principales monasterios en el).

La conversión al catolicismo y la ceremonia del bautismo consagraban esas alianzas según la tradición franca, por lo que la religión era utilizada como un fuerte elemento de cohesión y un sólido apoyo al poder creciente del conde de Ruan. Prosiguiendo con la labor iniciada por su padre, Ricardo I restauró el catolicismo en toda Normandía, creando monasterios y restableciendo los antiguos obispados.
Su hijo Ricardo II (996-1026) será el primer duque de Normandía y establecerá un embrión de la corte ducal en Ruan. Con él, se considera que Normandía se aleja de la herencia escandinava para integrarse en el mundo de los francos. Para asentar su poder, creó condados gobernados por miembros de su familia en las fronteras del ducado, y otorgó obispados a varios de sus parientes. Como la paz y la seguridad han vuelto a la región, el papado reanudó sus relaciones con los descendientes de esos vikingos, que un siglo antes quemaban y saqueaban iglesias y abadías. Aparte de ser su vasallo, Ricardo I fue un aliado del rey de Francia Roberto el Piadoso, con el que mantuvo una relación casi de igual a igual. De hecho, entonces ya se considera a Normandía como uno de los territorios más ricos y poderosos de Francia.

### La Normandía anglo-normanda
En la década de los años 1150, y tras la unión de Normandía con Anjou y Aquitania, así como el acceso de los Plantegenêt al trono de Inglaterra, los normandos llegaron a controlar la mitad de Francia y la totalidad de Inglaterra, mermando así el poder de Francia. Sin embargo, técnicamente, los normandos seguían siendo vasallos del rey francés.
Tras la conquista normanda, las relaciones políticas entre los anglo-normandos y Francia se complicaron, ya que los primeros seguían conservando sus posesiones en Normandía como vasallos que habían jurado lealtad al rey de Francia, pero al mismo tiempo mantenían una relación de igualdad al tratar con los reyes de Inglaterra.
Algunos expertos consideran que la conquista normanda supuso el estancamiento cultural y económico de Inglaterra durante casi los 150 años siguientes, puesto que los reyes de Inglaterra prefirieron gobernar desde ciudades como Ruan, y concentraron todo su interés en sus posesiones continentales que les resultaban más lucrativas.
Sin embargo, otros opinan que los Duques-Reyes normandos descuidaron sus territorios en el continente, donde en teoría debían seguir sirviendo pleitesía a los reyes de Francia, para centrarse de ese modo en la consolidación de su soberanía sobre Inglaterra. El esfuerzo económico y humano empleado en la construcción de catedrales y castillos, y la administración de los nuevos territorios, supuso un cierto descuido de las necesidades de Normandía, ganándose la antipatía de la nobleza local y debilitándose el control normando de las fronteras del territorio, mientras que los reyes de Francia seguían al mismo tiempo aumentando su poder.
El ducado fue gobernado como una parte más del reino anglo-normando hasta 1204, cuando Felipe II de Francia conquistó la parte continental del mismo. Esto provocó una división en los normandos del continente, entre los partidarios de la monarquía francesa y los de la monarquía anglo-normanda.
Durante la guerra de los Cien Años, los reyes de Inglaterra intentaron recuperar sus posesiones en Francia.
En virtud del Tratado de París, en 1259, la mayor parte del territorio pasó a pertenecer a Francia, pero las Islas Anglo-Normandas, situadas en el Canal de la Mancha, siguieron perteneciendo a la Corona inglesa (a excepción de la isla de Chausey).
En 1789 la Revolución francesa supuso el final de los derechos y privilegios históricos del Ducado, y al año siguiente, el territorio de Normandía se dividió en cinco departamentos.

## Los Duques de Normandía
Mientras que sus predecesores recibían el título de jarl de los Normandos o conde de Ruan, fue Ricardo II de Normandía quien, al suceder a Ricardo I, recibió por vez primera el título de duque de Normandía.
En 1204, el ducado fue anexionado a la corona por el rey de Francia Felipe Augusto. Los distintos reyes ingleses siguieron pretendiendo los territorios del ducado hasta la firma del Tratado de París en 1259. Sin embargo, la Corona inglesa continuó dirigiendo las Islas Anglo-Normandas como una parte del ducado.
El ducado fue entregado en diversas ocasiones a algún miembro de la familia real francesa: así Felipe IV de Francia se lo entregó a su primogénito, el heredero al trono; Juan II de Francia, a su hijo el futuro Carlos V de Francia, también conocido por su título de delfín. Este se lo entregó más tarde a su hermano Luis XI, más conocido por su título de duque de Berry. El delfín Luis Carlos, segundo hijo de Luis XVI, recibió el reconocimiento de duque de Normandía antes de la muerte de su hermano primogénito en 1789.
El duque de Normandía era uno de los seis pares laicos primitivos.

## Subdivisiones
El Ducado de Normandía se subdividió a su vez en varios condados y vizcondados.
Condados
- Condado de Arques
- Condado de Beaumont-le-Roger
- Condado de Eu
- Condado de Évreux
- Condado de Hiémois
- Condado de Longueville
- Condado de Mortain
- Condado de Talou
- Condado de Tancarville

Vizcondados
- Vizcondado de Cotentin
- Vizcondado de Hiémois